# Peste pulmonar
La peste pulmonar o peste neumónica es una de las formas en que se presenta la enfermedad llamada peste, provocando afectación grave de los pulmones. Puede ocurrir de manera separada, o asociada a otras formas de la enfermedad, como la peste bubónica y la peste septicémica. Es una infección provocada por la bacteria Yersinia pestis, una bacteria zoonótica que suele encontrarse en pequeños mamíferos y en las pulgas que los parasitan.

## Peste pulmonar
Ocurre cuando la bacteria Yersinia pestis infecta los pulmones. Este tipo de peste puede propagarse de persona a persona a través del aire. La transmisión puede ocurrir si una persona inhala bacterias aerolizadas. La peste pulmonar también puede propagarse al inhalar Yersinia pestis suspendida en las gotas minúsculas que se forman en las vías respiratorias de una persona (o animal) que sufre de peste pulmonar. Para infectarse de esta manera, por lo general se requiere que una persona esté en contacto directo y cercano con una persona o animal enfermo. La peste pulmonar también puede darse si una persona que sufre de peste bubónica o peste septicémica no recibe el tratamiento pertinente y la bacteria entra a los pulmones.

## Síntomas y tratamiento de la peste pulmonar
En la peste pulmonar, las primeras señales de la enfermedad son fiebre, mareos, dolor de cabeza y debilidad; además se presenta rápidamente un cuadro de neumonía con dificultad para respirar. La neumonía progresa durante 8 a 10 días y puede provocar insuficiencia respiratoria y shock. De no ser atendido a tiempo, el paciente podría morir, aunque hoy en día y gracias a los tratamientos actuales, no es necesario tan siquiera una hospitalización del paciente.
El tratamiento a base de antibióticos durante 7 días protegerá a las personas que han estado en contacto directo y cercano con pacientes infectados. El uso de una máscara quirúrgica bien ajustada también protege contra la infección.
Es esencial un tratamiento temprano de la enfermedad. A fin de reducir las probabilidades de muerte, es recomendable administrar antibióticos dentro de las 24 horas a partir de la aparición de los primeros síntomas. El tratamiento se basa en la administración de antibióticos durante un periodo de tiempo variable según el caso concreto.
El organismo que la causa fue descrito, casi al mismo tiempo, por el japonés Shibasaburo Kitasato y el suizo Alexandre Yersin. El bacilo lleva el nombre de este último y la prevención fue posible gracias a la inoculación de una vacuna preparada con organismos muertos o por la inyección de una cepa activa, pero no virulenta, llamada Yersinia.

## Peste bubónica
La peste bubónica es la forma de presentación de la peste más común y diferente a la peste pulmonar. Ocurre cuando una pulga o piojo infectado por el bacilo pica a una persona.

## Peste septicémica
Ocurre cuando la bacteria de la peste se multiplica en la sangre por sí sola o a consecuencia de una complicación de la peste pulmonar o bubónica. Los pacientes presentan fiebre, escalofríos, postración, shock y hemorragia en la piel o en otros órganos. La peste septicémica no se propaga de una persona a otra. El nombre de "peste negra" viene de la peste septicémica, pues al estar en la sangre causaba necrosis ocasionando que la piel se pudra.

## Peste en la actualidad
Según OMS, entre 2010 y 2015, se notificaron 3248 casos en el mundo. En la actualidad existen focos permanentes en zonas montañosas y desérticas. La peste sigue activa también en algunas zonas de África, Asia, Norteamérica y América del Sur, pero desde la década de 1990, la mayoría de los casos humanos se han concentrado en África. Los tres países más endémicos son Madagascar, la República Democrática del Congo y el Perú. En las zonas endémicas de peste la mayoría de los casos afectan a la población indígena donde las condiciones higiénicas son deficientes. La peste afecta por igual a hombres y mujeres.

## Tratamiento
La peste neumónica es una infección muy agresiva que requiere tratamiento temprano. Los antibióticos deben administrarse dentro de las 24 horas posteriores a los primeros síntomas para reducir el riesgo de muerte. La estreptomicina, la gentamicina, las tetraciclinas y el cloranfenicol pueden matar la bacteria causante.
El tratamiento con antibióticos durante siete días protegerá a las personas que han tenido contacto directo y cercano con pacientes infectados. El uso de una mascarilla quirúrgica ajustada también protege contra las infecciones.
La tasa de mortalidad por peste neumónica no tratada se acerca al 100 %.